# Ефузивни скали
Ефузивните (вулканични) скали са магмени скали, които се образуват от лава, застинала на земната повърхност, за разлика от интрузивните скали, формирани под повърхността. В зависимост от характера на изригването (изливане на лава или взривно изриване) се образуват 2 типа скали: излята и застинала лава (ефузивни скали) и вулканогенно-отломъчни (пирокластични скали). Последните се делят на рохкави (вулканична пепел, пясък, вулканични бомби и др.), уплътнени и циментирани (туфи, туфобрекчи и др.). Освен това се образуват и промеждутъчни типове вулканични скали – туфолави, възникнали в резултат на изригването на богати и пенещи се лавови потоци и игнимбарити, възникнали в резултат на бурни изригвания, когато части от лавата са пренесени по въздуха и падайки на повърхността образуват маса от спечени материали, заемащи понякога обширни територии от стотици и хиляди km².
Гъстотата на лавата и характера на релефа във вулканичните области определят формата на ефузивните скали. Лавови покривки и лавови потоци се образуват от по-рядка базалтова лава, а куполи и игли възникват при изригване на по-гъста лава (дацити, липарити). Дайките и нековете представляват запълнени с лава пукнатини и ловови канали.
Вулканичните скали се различават по своя химичен състав, структурно-текстурни особености и по степента на съхранение на веществата. Спрямо своя химичен състав вулканичните скали се поделят на алкално-земни и алкални и освен това на основни (ненаситена силициева киселина), средни (наситена силициева киселина) и кисели (преситена силициева киселина). Степента на кристализация на лавите и техните структура и текстура зависят от нейната гъстота. Вътрешните части на ефузивните тела обикновена са разкристализирани, докато външните са шлаковидни, порести и стъкловидни. За тези скали са характерни порфировите, микролитовите, полустъкловидните и стъкловидни структури и флуидални, ивичести, масивни и пористи текстури.
Дълбоко изменените, обикновено най-древните ефузивни скали, се наричат палеотипни, а съвременните неизменени – кайнотипни. Най-разпространените кайнотипни ефузивни скали са: базалти, андезити, трахити, липарити, а техните палеотипни аналози в зависимост от своя химичен състав се наричат съответно: диабази, базалтови и андезитови порфирити, трахитови и липаритови порфири.
Към вулканогенно-отломъчните (пирокластични) скали се отнасят туфите и вулканичните брекчи. Много от вулканичните скали имат широко приложение в промишлеността и селското стопанство (базалти, туфи, пемза и др.).